# Grarem Gouga
Grarem Gouga est une commune de la wilaya de Mila, en Algérie.

## Géographie

### Localisation
Grarem Gouga est situé sur la RN27 entre Constantine et Jijel.
| Chigara                | Hamala, Ghebala (wilaya de Jijel)                | Beni Oulbane (wilaya de Skikda)      |
| Chigara, Sidi Merouane | Grarem Gouga                                     | Beni Hamiden (wilaya de Constantine) |
| Sidi Merouane          | Mila, Messaoud Boudjriou (wilaya de constantine) | Beni Hamiden (wilaya de Constantine) |

### Relief, géologie, hysrographie
La commune abrite deux forêts :
- forêt des Mouias ;
- forêt de Tadrar.

### Localités de la commune
La commune de Grarem Gouga se compose de :
- l'agglomération chef-lieu (A.C.L) : la ville de Grarem Gouga.
- deux agglomérations secondaires : Anouche-Ali (ex Siliana) et Sibari.

### Hameaux et lieux-dits
La commune de Grarem Gouga comprend les hameaux de :
- Lemhasnia ;
- Bir sbaâ ;
- Aïn Tour, Segdal ;
- Oued Lacel El Bir ;
- Berak-el Klea ;
- Ghar-slim ;
- Dakhla-El Mara ;
- El Kherba ;
- Lamouadjen ;
- Boulkandoul ;
- El batha ;
- Djnène m'herref ;
- Nebbâa ;
- El annab ;
- Messaoud Raï ;
- Tourba ;
- Guettara.

## Histoire

### Création
Le centre de colonisation a été créé en 1885, dans le département de Constantine.

## Administration
La commune est le chef-lieu de la Daïra de même nom, elle dispose du plus grand barrage d'eau au niveau national "Barrage Beni Haroun".

### Santé
La commune dispose d'une polyclinique.

## Démographie
Selon le recensement général de la population et de l'habitat de 2008, la population de la commune de Grarem Gouga est évaluée à 42 062 habitants contre 8 760 en 1977 :
| 1884  | 1892  | 1897  | 1902  | 1958   | 1977  | 1987   | 1998   | 2008   |
| ----- | ----- | ----- | ----- | ------ | ----- | ------ | ------ | ------ |
| 1 871 | 6 339 | 5 988 | 6 758 | 17 527 | 8 760 | 18 982 | 36 482 | 42 062 |

## Personnalités liées à la commune
- Moussa Bezaz, footballeur, né en 1957
- Yacine Bezzaz, footballeur, né en 1981